# Колорадо (плато)
Колора́до (англ. Colorado Plateau) — плато, расположенное на западе США, на территории штатов Аризона, Юта, Колорадо и Нью-Мексико. Площадь 337 тысяч км². Высота изменяется от 1500 до более чем 3350 м. Плато дренируется рекой Колорадо и её главными притоками: Грин-Ривер, Сан-Хуан и Литл-Колорадо. На востоке плато отделено от Североамериканской платформы рифтовым разломом Рио-Гранде.
В результате сильного воздействия аридной денудации на плато образовались каньоны, уступы, столовые горы и останцы, а также другие характерные формы рельефа. Выделяются несколько районов по особенностям рельефа:
- Впадина Юинта — серия плато, пересечённых каньонами. Высота плато повышается к югу, где находится уступ Бук-Клифс (ширина 160 км, высота 600 м), который обрывается к району Каньонлендс, и к северу, где впадина ограничена горами Юинта, входящими в состав Средних Скалистых гор.
- Каньонлендс (англ. Canyon Lands — страна каньонов) — довольно ровное плато высотой 1200—2150 м. Поверхность плато расчленена крупными (глубиной более 600 м) и мелкими каньонами на многочисленные столовые горы и останцы. На этой территории расположен национальный парк Капитол-Риф.
- Высокие плато Юты — наиболее высокий район плато Колорадо, расположен к западу от района Каньонлендс. Высота от 2750 до 3350 м. Плато разделены широкими долинами с плоскими днищами. На юге плато находятся три крупных уступа, обращённые в сторону Большого каньона. Сильная денудация послужила причиной образования вершин с живописными формами, которые вошли в состав национального парка Брайс-Каньон.
- Плато Навахо — изрезанная каньонами территория, находящаяся южнее района Каньонлендс. Большие площади заняты песчаными дюнами, но в пустыне Пейнтед-Дезерт преобладают разноцветные щебнистые обломки.
- Плато Датил — высокое лавовое плато, расположенное южнее плато Навахо. В результате аридной денудации образовались столовые горы, останцы и каньоны. На севере на плато возвышаются массивные вулканические конусы.
- Плато Большой каньон — плато со средней высотой 1850 м. В центральной части выделяется вулканический массив Сан-Франциско-Пикс высотой более 3800 м, который окружён обширным лавовым плато с такими же вулканическими формами, как на плато Датил. К северо-западу от лавового плато расположен Большой каньон.

## Полезные ископаемые
На плато Колорадо находятся урановые и ванадиевые месторождения, открытые в 1898 году. Поисково-разведочные работы, начавшиеся в 1948 году, позволили перейти урановым месторождениям на Колорадо плато в разряд крупнейших в мире. Запасы урано-ванадиевых руд (по оценке 1969 года) 50 млн т., а запасы урана в них — 111,4 тыс. т. Около 75 % этих запасов падает на месторождение Амбросия-Лейк (штат Нью-Мексико). В 1969 году добыча урана составила 75 % от всей добычи урана в США. Кроме урано-ванадатов, в руде присутствуют ванадаты кальция, железа и других элементов.

## Отсылки в массовой культуре
- В серии игр Half-Life именно здесь находится научно-исследовательский комплекс Чёрная Меза, эксперименты которого повлекли за собой захват земли инопланетной империей Альянс, зомби-апокалипсис и огромные разрушения.